# Trumbull (Connecticut)
Trumbull ist eine Stadt im Fairfield County im US-amerikanischen Bundesstaat Connecticut. Das U.S. Census Bureau hat bei der Volkszählung 2020 eine Einwohnerzahl von 36.827 ermittelt. Die geografischen Koordinaten sind: 41,26° Nord, 73,21° West. Das Stadtgebiet hat eine Größe von 60,9 km².

## Söhne und Töchter der Stadt
- Benjamin Silliman (1779–1864), Chemiker
- Eugene S. Booth (1850–1931), Missionar der American Dutch Reformed Church
- Jonathan Greenblatt (* 1970), Unternehmer, politischer Lobbyist und Propagandist
- Chris Soule (* 1973), Skeletonfahrer
- Chris Drury (* 1976), Eishockeyspieler und -funktionär